# Futbolniy Klub Znamya Truda
O FC Znamya Truda Orekhovo-Zuyevo (em russo: ФК "Знамя Труда" Орехово-Зуево) é um time de futebol russo com sede na cidade de Orekhovo-Zuyevo, no Óblast de Moscou. Joga atualmente na 2ª Divisão Russa, representando a Divisão Oeste.

## Elenco Atual
Nota: Bandeiras indicam equipe nacional, conforme definido pelas regras de elegibilidade da FIFA. Os jogadores podem ter mais de uma nacionalidade não-FIFA.
| N.º |        | Posição | Jogador           |
| --- | ------ | ------- | ----------------- |
|     | Rússia | G       | Denis Kozlov      |
|     | Rússia | G       | Denis Kulakov     |
|     | Rússia | D       | Artyom Antoshchuk |
|     | Rússia | D       | Ilya Boldinsky    |
|     | Rússia | D       | Anatoliy Butov    |
|     | Rússia | D       | Martin Khorin     |
|     | Rússia | D       | Maksim Konovalov  |
|     | Rússia | D       | Diyego Malaniya   |
|     | Rússia | D       | Vasiliy Penyasov  |

| N.º |        | Posição | Jogador             |
| --- | ------ | ------- | ------------------- |
|     | Rússia | D       | Valeriy Pustovit    |
|     | Rússia | M       | Andrey Bochenkov    |
|     | Rússia | M       | Aleksandr Matyukhin |
|     | Rússia | M       | Aleksandr Mikheyev  |
|     | Rússia | M       | Vadim Pavlukhin     |
|     | Rússia | M       | Dmitriy Shilov      |
|     | Rússia | M       | Andrey Yeliseyev    |
|     | Rússia | A       | Oleg Satalkin       |
|     | Rússia | A       | Maksim Torbov       |